# Crawford Long
Crawford Williamson Long là bác sĩ phẫu thuật và dược sĩ người Mỹ nổi tiếng với việc thực hiện ca phẫu thuật sử dụng khí diethyl ether để gây mê đầu tiên trên thế giới.

## Tiểu sử
Long sinh ra ở Danielsville, quận Madison, Georgia, là con của James và Elizabeth Long. Cha ông là thượng nghị sĩ, thương gia và người trồng rừng, Ông đặt tên cho con trai mình theo người bạn thân và đồng nghiệp - William Harris Crawford.
Năm 14 tuổi, Crawford Long nộp đơn vào Đại học Georgia ở Athens. Chính tại đây, ông gặp và ở chung phòng với Alexander Hamilton Stephens - Phó chủ tịch duy nhất của Liên bang Hoa Kỳ từ năm 1861 đến năm 1865 trong cuộc Nội chiến Hoa Kỳ. Ngoài ra, Crawford Long còn là thành viên của Hiệp hội văn học Demosthenian.
Năm 1835, ông nhận bằng tốt nghiệp. Ông bắt đầu nghiên cứu tại Cao đẳng Transylvania vào mùa thu năm 1836 tại Lexington, Kentucky.
Tại đây, ông đã quan sát và tham gia vào nhiều cuộc phẫu thuật và ghi nhận những ảnh hưởng của hoạt động mà không cần gây mê. Long chuyển đến Đại học Pennsylvania ở Philadelphia sau khi chỉ học một năm tại Cao đẳng Transylvania và được tiếp xúc với một số công nghệ y tế tiên tiến nhất thời bấy giờ.
Sau 18 tháng thực tập tại New York, Long trở về Georgia. Ông đã tiếp quản một cơ sở y tế ở nông thôn tại Jefferson, hạt Jackson vào năm 1841.
Long kết hôn với Caroline Swain vào năm 1842 và họ cùng nhau có 12 đứa con, 7 người trong số họ sống sót đến tuổi trưởng thành. Gia đình chuyển đến Atlanta vào năm 1850, sau đó một lần nữa đến Athens, Georgia vào năm 1851 để gần gũi hơn với bạn bè và gia đình. Tại đây, Long và anh trai Robert đã mở một nhà thuốc tư nhân trên phố Broad. Trong cuộc Nội chiến Hoa Kỳ, ông gia nhập một đơn vị dân quân ở Athens, Georgia. Ông phục vụ ở đó như một bác sĩ phẫu thuật cho các binh sĩ ở cả hai bên. Ông qua đời vì đột quỵ vào ngày 16 tháng 6 năm 1878. Ông được chôn cất cùng vợ tại Nghĩa trang Oconee ở Athens, Georgia. Trong suốt sự nghiệp của mình, Long đã bị thuyết phục mạnh mẽ về lời kêu gọi phục vụ nhân loại. Ông nói rằng nghề nghiệp bác sĩ của mình là một "chức vụ từ Thiên Chúa".

## Ca mổ sử dụng khídiethyl ethergây mê đầu tiên trong lịch sử

### Gây mê lần đầu
Sau khi quan sát các tác dụng sinh lý tương tự với diethyl ether mà Humphry Davy đã mô tả cho Oxide nitơ vào năm 1800, Long đã sử dụng Diethyl ether lần đầu tiên vào ngày 30 tháng 3 năm 1842, để phẫu thuật một khối u khỏi cổ bệnh nhân nam tên là James Venable bằng cách dùng một chiếc khăn có Diethyl ether và đơn giản là cho bệnh nhân hít vào.
Kết quả của những thử nghiệm này cuối cùng đã được công bố vào năm 1849 trên Tạp chí Y học và Phẫu thuật Nam. Một bản gốc của ấn phẩm này được lưu giữ tại Thư viện Y khoa Quốc gia Hoa Kỳ.

### Bị mạo nhận

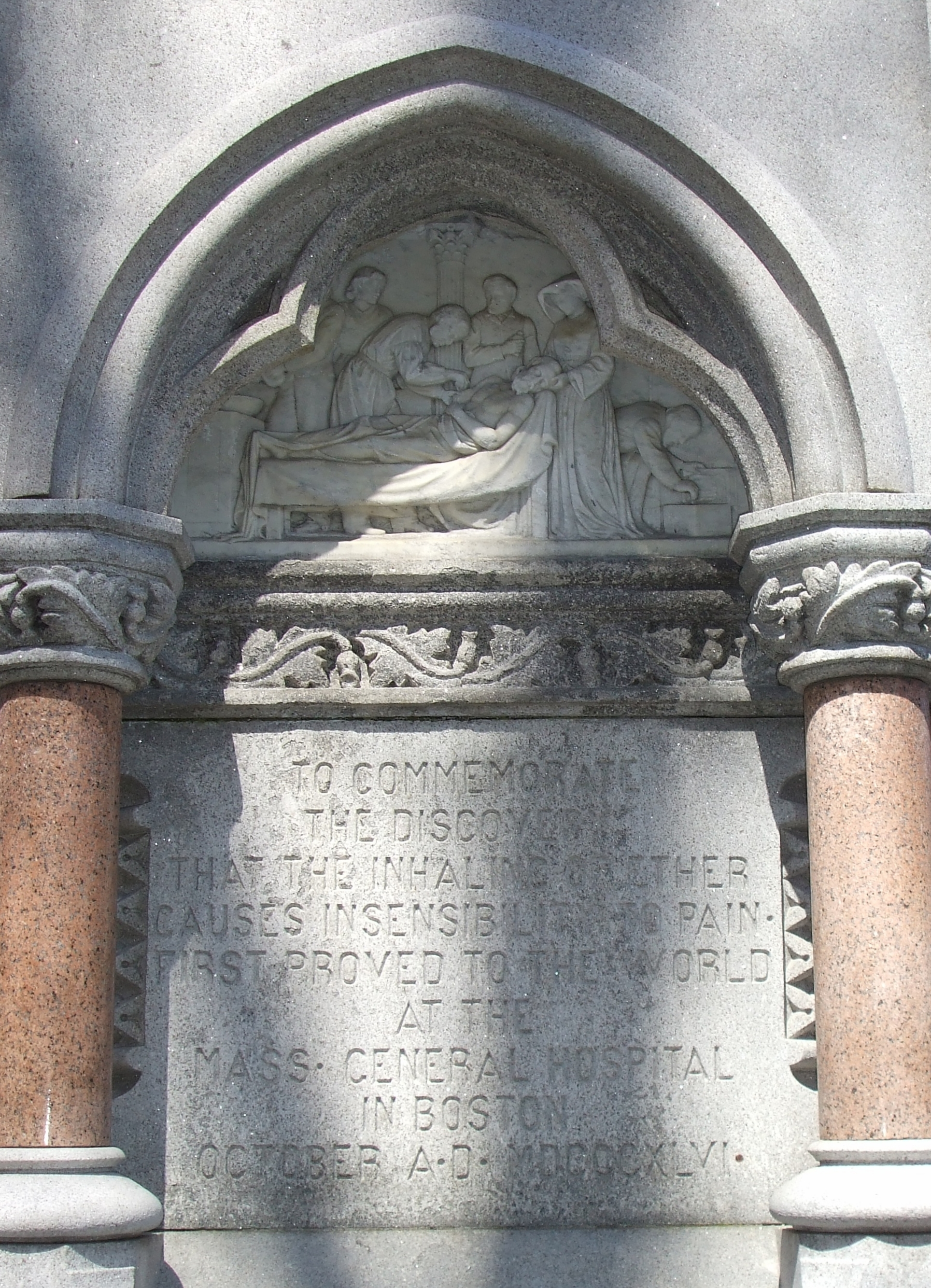
Đài kỷ niệm Ether tại Boston

Ngày 16 tháng 10 năm 1846, một nha sĩ tên là Thomas Morton đã sử dụng khí diethyl ether trong thời gian ông làm bác sĩ gây mê; hay bác sĩ John Warren, bác sĩ phẫu thuật tại Bệnh viện đa khoa Massachusetts ở Boston đã thực hiện ca mổ trên cổ bệnh nhân. Trong suốt nhiều năm, bệnh viện đa khoa Massachusetts đã được xưng tụng là "Mái vòm Ether" ý ám chỉ đến việc thực hiện ca phẫu thuật bằng khí ether đầu tiên tại Hoa Kỳ và thế giới. Một nhà tài trợ đã trao tiền để dựng nên "Đài kỷ niệm Ether" vào năm 1868.
Và trong suốt nhiều năm, các sử gia y khoa đã ghi nhận tên tuổi của nha sĩ Thomas Morton là người đầu tiên trên thế giới dùng khí ether để gây mê cho bệnh nhân. Morton đã cố gắng cải trang khí diethyl ether bằng các chất tạo mùi và tạo màu và đặt cho nó một cái tên khác là "Letheon" (cái tên có trong thần thoại Hy Lạp cổ đại nói về một dòng sông mang sự lãng quên).

### Công bố
Bảy năm trì hoãn việc công bố khám phá khí diethyl ether của bác sĩ Williamson Long đã khiến giới sử gia bị hiểu nhầm. Cuối cùng khi công bố khám phá của mình vào năm 1849, bác sĩ Long đã trích dẫn ra 3 lý do để giải thích cho sự trì hoãn của mình:
Thứ nhất, ông khẳng định rằng mình không hề tin vào thôi miên và cần thêm những chứng cứ để chắc chắn rằng bệnh nhân không tự thôi miên. Trong thực tế trên cả Hoa Kỳ, phải mất vài năm mới thu thập đủ bằng chứng.
Thứ hai, khi bác sĩ Long đọc tuyên bố rằng nha sĩ Thomas Morton là người đầu tiên dùng khí diethyl ether, ông cảm thấy mình phải cần thêm thời gian để tìm xem liệu còn có những tuyên bố kiểu như Morton nữa hay không.
Thứ ba, bác sĩ Long đã tích lũy đủ các trường hợp. Trong một trường hợp, 3 khối u của một bệnh nhân đã được lấy ra trong cùng ngày, trong đó khối u 1 và 3 lấy ra khỏi cơ thể mà không dùng diethyl ether, còn khối u thứ 2 có dùng diethyl ether và bệnh nhân không có cảm giác đau đớn.
Năm 1854, Long yêu cầu William Crosby Dawson - Thượng Nghị sĩ Hoa Kỳ, trình bày những tuyên bố của ông về phát hiện gây mê bằng diethyl ether trước Quốc hội Hoa Kỳ

## Vinh danh
Năm 1879, một năm sau khi Long qua đời, Hiệp hội Y khoa Quốc gia Hoa Kỳ tuyên bố rằng ông là người đầu tiên phát hiện ra kỹ thuật gây mê bằng diethyl ether.
Tháng 4 năm 1912, Đại học Pennsylvania tưởng niệm ông với một bản tin và huy chương đồng.
Ngày 14 tháng 8 năm 1920, cơ quan lập pháp bang Georgia đề xuất sửa đổi hiến pháp để tạo ra một quận mới từ các phần phía tây của quận Liberty, Georgia, được đặt theo tên của Long. Địa danh quận Long, Georgia đã được phê chuẩn vào ngày 2 tháng 11 năm 1920.

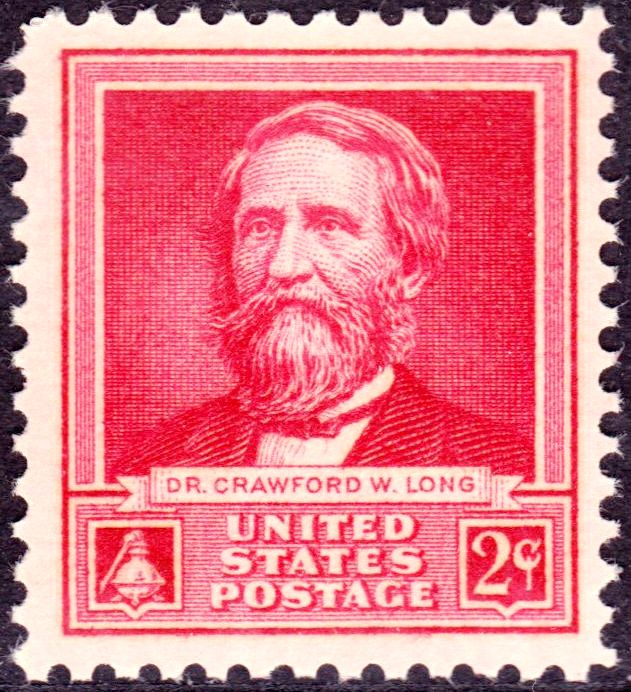
Chân dung ông Crawford Long trên tem của Hoa Kỳ

Bệnh viện Crawford W. Long do Đại học Emory điều hành ở trung tâm thành phố Atlanta được đặt tên để vinh danh ông vào năm 1931 và giữ tên đó trong 78 năm. Năm 2009, bệnh viện được đổi tên thành "Bệnh viện Đại học Emory Midtown", thông tin về ông được giữ lại trên các di tích bên ngoài.
Long được vinh danh trên tem bưu chính năm 1940 và bưu thiếp vào năm 1978 tại Hoa Kỳ. Bảo tàng Crawford W. Long ở trung tâm thành phố Jefferson, Georgia từ năm 1957. Một tượng đài vinh danh Long đã được khánh thành tại Jefferson vào ngày 21 tháng 4 năm 1910.
Một bức tượng của Long đứng trong hầm mộ của Tòa nhà Quốc hội Hoa Kỳ là một trong hai tượng đài (người kia là bạn cùng phòng đại học của ông - Alexander Hamilton Stephens) được chỉ định đại diện cho Georgia trong Bộ sưu tập Hội trường Quốc gia Hoa Kỳ.
Ngôi nhà thời thơ ấu của Long đã được thêm vào Sổ bộ Địa danh Lịch sử Quốc gia Hoa Kỳ vào ngày 6 tháng 12 năm 1977. Nó nằm ở đường cũng mang tên ông ở Danielsville, Georgia. Tọa độ của ngôi nhà là 34°07′34″B 83°13′28″T / 34,12611°B 83,22444°T.